# シグマ・セブン
株式会社シグマ・セブン（英: SIGMA SEVEN, Inc）は、日本の声優・ナレーター事務所。日本芸能マネージメント事業者協会・日本声優事業社協議会会員。

## 概要
東京俳優生活協同組合（俳協）に所属していた槇大輔・窪田等・政宗一成・武田広などナレーションを中心業務としていたタレントが、1988年3月に設立。初代社長は井上実。テレビ番組のナレーション、CMナレーション、VPナレーションなどナレーション業務を幅広く請け負う。関連会社のディー・オー・エーが主宰するThe・声優塾の卒業生（安元洋貴・福圓美里など）が所属するなど、両社の間で業務提携が行われていた。2010年4月よりThe・声優塾がシグマ・セブン付属養成所となる。
2009年10月1日、シグマ・セブンeが設立され、Doaプロダクション（ディー・オー・エー主宰）のマネージメント業務撤退（2010年3月31日）の後、所属声優の大半を受け入れている。第2回以降の公開オーディションの合格者（かつてはシグマ・セブン研修生であった）は現在シグマ・セブンeに所属している。
「ガールズ×戦士シリーズ」の『アイドル×戦士 ミラクルちゅーんず!』と『ビッ友×戦士 キラメキパワーズ!』およびその完全新作『リズスタ -Top of Artists!-』ではマスコットキャラの声を演じている声優がキャストに名を連ねている。同作の終了に伴い、次作では所属声優の出演はキャストに掲載していないという理由だと公表している。
2019年4月3日、シグマ・セブンフェイスが設立。主に顔出し系の俳優が所属し、フリーアナウンサー・DJ・文化人なども所属及び業務提携している。

### 公開オーディション
2005年、2007年、2009年、2011年、2013年、2015年、2017年、2018年、2019年、2022年に一般公開オーディションを実施した。
- 第1回オーディション合格者：高本めぐみ
- 第2回オーディション合格者：田丸篤志、野町祐太、大亀あすか、西明日香、韓由真、渕上舞
- 第3回オーディション合格者：瀬戸麻沙美、森優子、渡部紗弓
- 第4回オーディション合格者：合格者なし
- 第5回オーディション合格者：不明
- 第6回オーディション合格者：市ノ瀬加那、清水紗羅、宮下早紀
- 第7回オーディション合格者：白椛ひとみ、本郷奎介
- 30周年記念オーディション合格者：宗像奈緒
- 第8回オーディション合格者：並木さくら、藤咲野々花
- シグマ・セブンオーディション2022合格者：秋山泰聖、橘茉莉花、冨澤風斗

## 所属タレント

### 男性
| あ行 - 井上剛 - 猪爪育人 - うすいたかやす - 内田大加宏 - 大熊英司 - 太田さとり - 小幡研二 か行 - 角田怜映奈 - 窪田等 - KOUSAKU - 小原雅一 さ行 - 斉藤隆史 - 斉藤茂一 - 椎名一真 - 塩野潤二 - 白石真基 - 末広矩行 - 鈴木卓朗 - 陶山章央 | た行 - 多比良健 - 高木達也 - 高田べん - 田坂秀樹 - 十日市秀悦 な行 - 南雲大輔 - 西田紘二 - 根岸朗 は行 - 橋本昌也 - 濱健人 - HARRY - 針谷桂樹 - 平野義和 - 福徳一志 | ま行 - 槇大輔 - 松本保典 - 真中了 - 水嶋龍生 - 村杉明彦 - 目黒光祐 - 森しん や行 - 安元洋貴 - 山本祥太 わ行 - 若杉亨 - 若本規夫 - 若山晃久 |

### 女性
| あ行 - 芦澤亜希子 - 新井田雅樹 - 安齋由香里 - 石井しおり - 石川みゆき - 市ノ瀬加那 - 今井輝光香 - 内川藍維 - 大亀あすか - 大武芙由美 - 小椋恵子 - 鬼束彩子 - 尾又淑恵 か行 - 加藤美由紀 - 北原久仁香 - 栗田ひづる - 黒川明子 - 小谷直子 - 小林沙苗 - 小松明子 さ行 - 阪田佳代 - 清水彩名 - 杉山奈美枝 - 杉山裕子 - 曽根清美 | た行 - 高木礼子 - 隆麻衣子 - 高田みほ - 高野直子 - 高本めぐみ - 橘茉莉花 - 玉川砂記子 - 津野しの - 津野まさい - 東城未来 - 鳥居麻弥 な行 - 長谷由子 - 中西裕美子 - 名切万里菜 - 西明日香 - 西野真澄 は行 - 畠山美和子 - 日野まり - 福絵美子 - 細谷美友 | ま行 - 牧野芳奈 - 松井みどり - 松尾佳子 - 松下真緒 - MAYU - マリリン山田 - 水沢史絵 - 宗像奈緒 - 桃森すもも や行 - 安田未央 - ゆかな - 横尾まり - よしいけいこ - 吉田有里 わ行 - 渡辺久美子 - 渡辺智美 - 渡部紗弓 |

## かつて所属していた主なタレント

### 男性
- 青森伸（現所属：青二プロダクション）
- 飯田浩志（東京桜組に移籍後引退）
- 飯田道朗（フリー、マック・ミック業務提携）
- 飯塚昭三（在籍中に死去）
- 今泉清保（現：青森テレビアナウンサー）
- 大倉正章（現所属：81プロデュース）
- 大森章督（現所属：アクセント）
- 金沢寿一（現所属：ビートワン代表）
- 喜多川拓郎（フリー）
- 栗田圭（現所属：クレイジーボックス）
- 作間功
- 侍コータロー（現所属：青二プロダクション）
- 柴山平和（フリー）
- 武田広（武田広ブロード企画設立後事実上引退）
- 田丸篤志 （現所属：マウスプロモーション）
- 千葉翔也（現所属：トイズファクトリー）[12]
- 辻谷耕史（フリー転向後死去）
- 中井将貴（フリー）
- 中原茂（現所属：ローカルドリームプロダクション）
- 中村悠一（現所属：インテンション）
- 野島昭生（フリー）
- 野島裕史（現所属：青二プロダクション）
- 宝亀克寿（現所属：青二プロダクション）
- 前島貴志 （現：日本語版ディレクター）
- 政宗一成（現所属：政宗一成オフィス主宰）
- 松田真一
- ミック・ボンド
- 森一丁（現所属：青二プロダクション）
- 森久保祥太郎（現所属：アドナインス代表取締役）
- 矢尾一樹（現所属：マック・ミック）
- 保村真（フリー）
- 吉野裕行（フリー）

### 女性
- 赤木美絵
- 天野慶子（現所属：ヴォルテックス）
- 石原夏織（現所属：スタイルキューブ）
- 稲垣文子（フリー）
- 井上麻里奈（現所属：青二プロダクション）
- 鳳芳野（現所属：賢プロダクション）
- 小倉唯（現所属：スタイルキューブ）
- 景山聖子（現所属：プレシャス・スマイル代表）
- 加藤みどり（フリー）
- 川崎恵理子（現所属：Rush Style）
- こやまきみこ（フリー）
- 島ゆうこ
- 杉本るみ（現所属：ヤマダックス）
- 鈴木佑梨（現所属：プロダクション・タンク/ボイスワークス）
- 瀬戸麻沙美（現所属：StarCrew）
- 竹尾歩美（引退）
- 千野弘美（現所属：テロワール）
- 夏樹リオ（現所属：アプトプロ）
- 久田直子
- 福圓美里（現所属：StarCrew）
- 福田晃子（現所属：オフィスケイアール/ボイスワークス）
- 渕崎ゆり子（現所属：リマックス）
- 水樹奈々（現所属：StarCrew）